# Humphry Davy

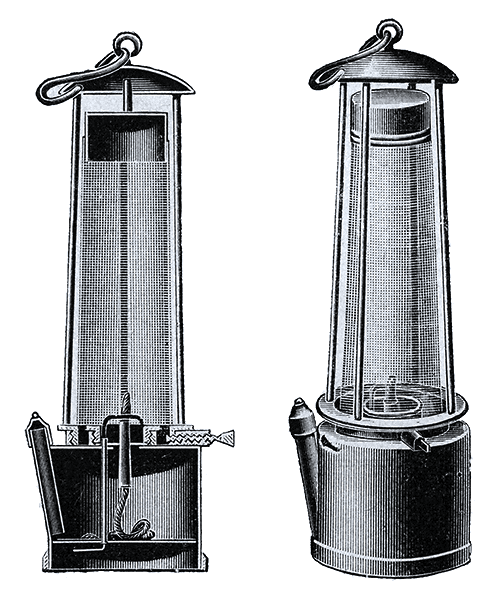
Lampa górnicza wynalazku Davy’ego

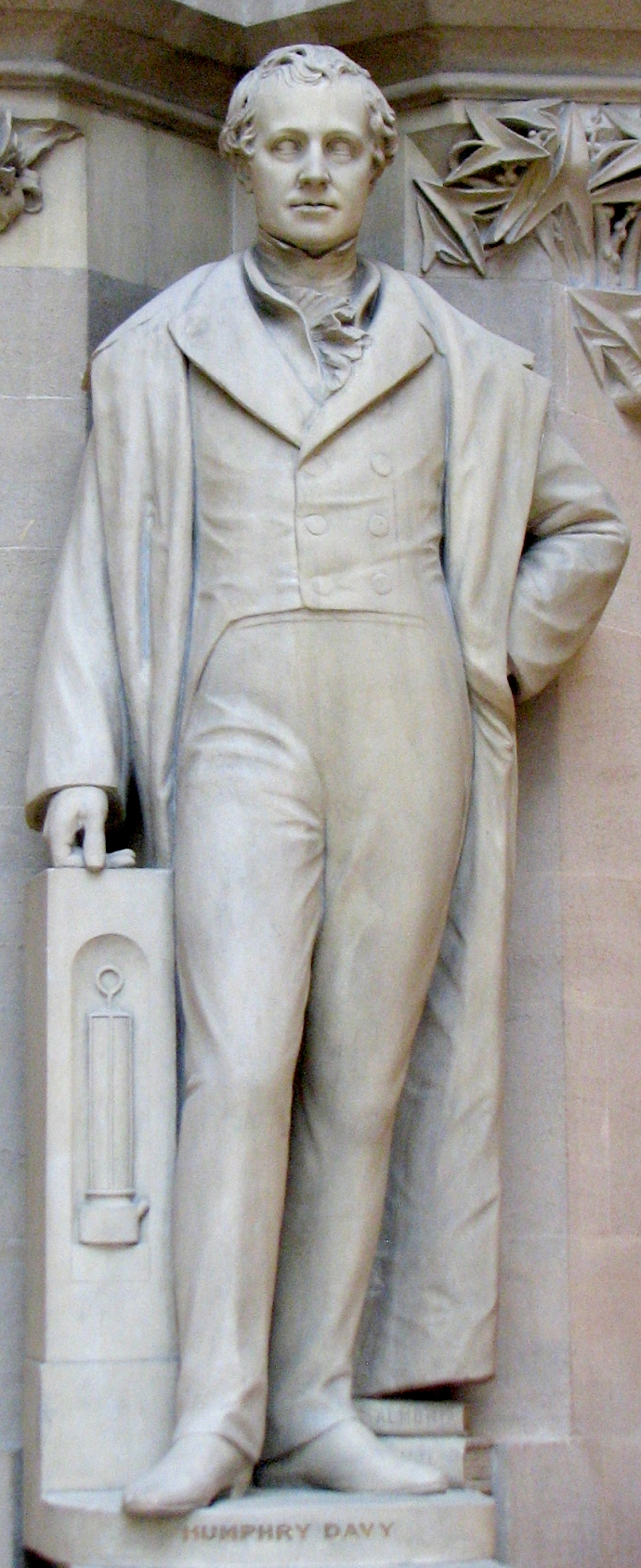
Posąg Humphry’ego Davy’ego

Humphry Bartholomew Davy (ur. 17 grudnia 1778 w Penzance w Kornwalii, zm. 29 maja 1829 w Genewie w Szwajcarii) – brytyjski chemik i fizyk. Laureat Medalu Rumforda i Medalu Copleya.

## Życiorys
Urodził się jako najstarszy z piątki rodzeństwa. Jako dorastający chłopak miał ambicje literackie. Pisał wiersze. Kiedy miał 16 lat, został czeladnikiem u miejscowego aptekarza. Wtedy właśnie zainteresował się chemią. Na jego talent zwrócili uwagę Gregory Watt i Davies Giddy (Gilbert). Obaj zarekomendowali go doktorowi Thomasowi Beddoesowi. Zaczął wtedy pracę w Pneumatic Institution w Bristolu.
W latach 1801–1813 był profesorem w Królewskim Instytucie Wielkiej Brytanii, od 1803 członkiem Towarzystwa Królewskiego w Londynie, a w latach 1820–1827 jego przewodniczącym.
W 1807 za prace nad elektrolizą dostał Nagrodę Napoleona.
W 1812 został nobilitowany. W tym samym roku ożenił się z bogatą wdową, Jane Apreece.
Zmarł w wieku 50 lat.

## Praca naukowa
Zajmował się elektrolizą wody, roztworów wodnych i stopionych soli, co przyniosło niespodziewane rezultaty. Na podstawie swoich eksperymentów zauważył, że doprowadzając do roztworu soli lub wodorotlenków metali aktywnych (z grup głównych układu okresowego) prąd elektryczny, można wytworzyć gazowy wodór. Elektroliza stopionych soli pozwoliła wyizolować po raz pierwszy czyste metale aktywne. Jako pierwszy opisał efekty inhalacji gazem rozweselającym, odkrytym przez Josepha Priestleya w 1772 roku.
Zasługą uczonego były odkrycia pierwiastków. Wykazał, że znane substancje są tlenkami metali. Davy jako pierwszy w 1807 wyodrębnił potas i sód, a w 1808 wapń, stront i magnez. Bywa również uważany za odkrywcę boru, obok Gay-Lussaca i Thénarda, którzy prowadzili swoje badanie niezależnie i opublikowali wyniki swoich prac wcześniej od Davy’ego, który bor wyizolował. W 1810 odkrył, że chlor jest odrębnym pierwiastkiem, a nie związkiem chemicznym, jak sądził jego odkrywca, Carl Scheele. Tym samym  podważył teorię Antoine’a Lavoisiera, który twierdził, że wszystkie kwasy zawierają tlen. Davy wykazał, że niektóre kwasy, jak kwas solny (chlorowodorowy) nie mają tlenu. Davy stwierdził też, że w wyniku reakcji kwasów z zasadami powstają odpowiednie sole i woda.
Odkrył, że rozżarzony drut platynowy działa na mieszaninę gazów palnych jako katalizator. 
Dał się poznać nie tylko jako uczony teoretyk, ale także jako praktyczny wynalazca. W 1815 skonstruował bezpieczną lampę górniczą (tzw. lampa Davy’ego). Była ona używana do końca XIX wieku.

## Publikacje
Wydał między innymi Elements of Chemical Philosophy (1812) i Elements of Agricultural Chemistry (1813). 
Począwszy od 1877 Royal Society of London nadaje Medal Davy’ego. Odznaczenie jest przyznawane za najnowsze ważne odkrycia w dziedzinie chemii.
Był członkiem honorowym Towarzystwa Warszawskiego Przyjaciół Nauk.